# Николич, Станимир
Ста́нимир Ни́колич (26 января 1935, Доня-Трепча — 27 мая 2021) — сербский, ранее югославский, шахматист; гроссмейстер (1978). Экономист. В составе команды Югославии участник матча с командой СССР (1968, Сочи), где играл с Б. Гургенидзе — 2 : 2. Лучшие результаты в других международных соревнованиях: Ниш (1977) — 1-2-е; Смедеревска-Паланка (1978) — 1-е места.

## Изменения рейтинга
| Графики недоступны из-за технических проблем. См. информацию на Фабрикаторе и на mediawiki.org. |